# Cathrin Hissnauer
Cathrin Hissnauer (* 2. Juli 1986 in Hannover) ist eine deutsche Profitänzerin und -trainerin.

## Leben
Hissnauer begann im Alter von neun Jahren zu tanzen. Sie studierte Medien- und Kunstwissenschaften. Bis 2010 tanzte sie zusammen mit Stanislaw Hermann; seitdem tanzt sie gemeinsam mit Ivo Lodesani.
2015 nahm Hissnauer als Profitänzerin von Miloš Vuković bei Let’s Dance teil.

## Erfolge (Auswahl)
- 2010: IDSF Open Standard-Turnier (Gewinnerin zusammen mit Stanislaw Hermann)
- 2011: Blackpool Dance Festival (13. Platz)
- 2011: International Championship (15. Platz)
- 2011 und 2013: Norddeutsche Meisterin
- 2013: Deutsche Meisterschaft (7. Platz)